# حزام
الحِزام (بالإنجليزية: Belt)‏ هو أداة طيعة، تصنع عادة من الجلد أو النسج المتينة ويتم ارتداؤه حول الوسط. يستخدم الحزام لدعم البنطال وأنواع الملابس الأخرى، كما يستخدم في التزيين والموضة.

## التاريخ
يرجع استخدام الحزام إلى العصر البرونزي حيث كان الرجال فقط يستخدمونه. في العصر الحالي كلا الجنسين يستخدمه، ويعود استخدام النساء له إلى بداية العصور الوسطى. في النصف الثاني من القرن 19 وحتى الحرب العالمية الأولى كان استخدام الحزام قاصراً على الزينة في الملابس الرسمية وخاصة بين الضباط.

## تعديلات
- حزام الأدوات، يتميز بوجود إضافات تمكن مستخدمه من تعليق وربط الأدوات به. مثل أحزمة رجال الشرطة والفنيين.
- الأحزمة المرصعة.

## معرض صور

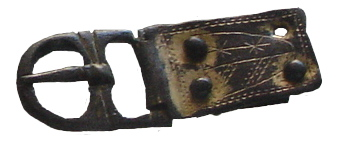
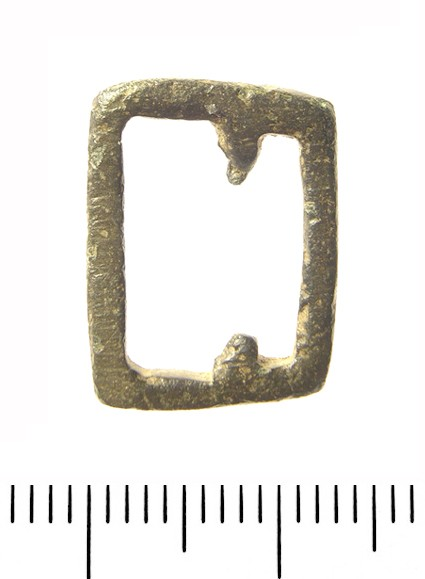
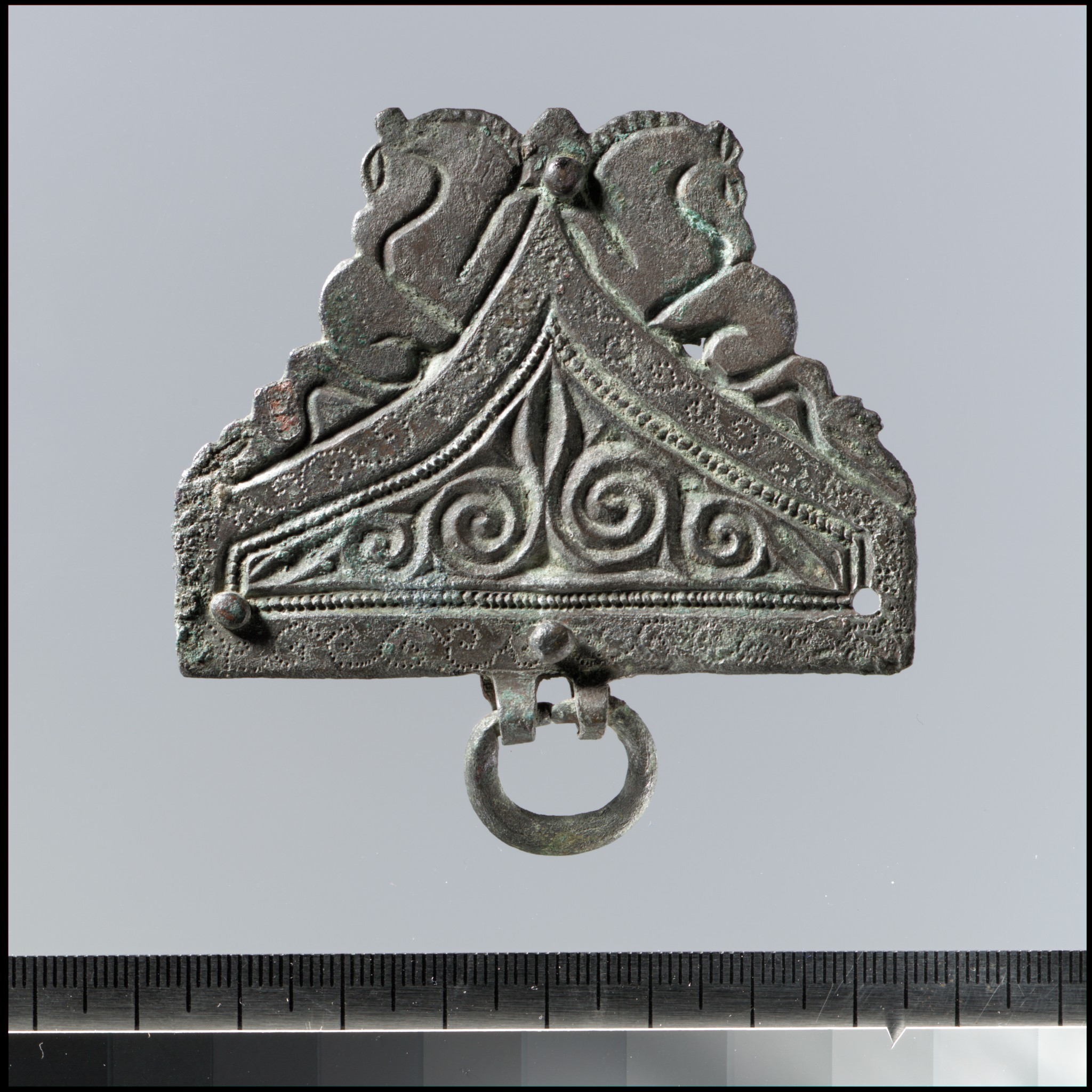
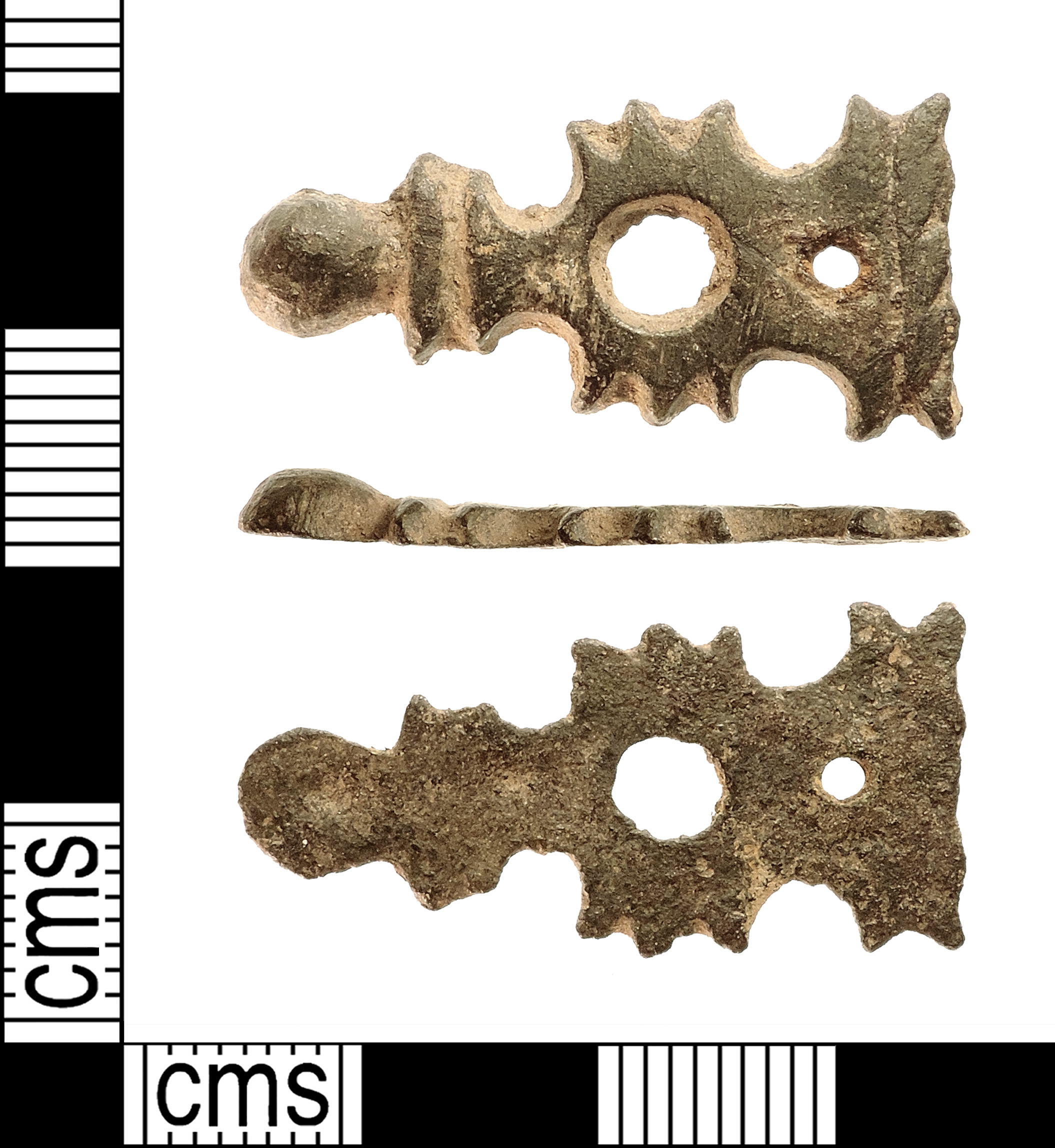
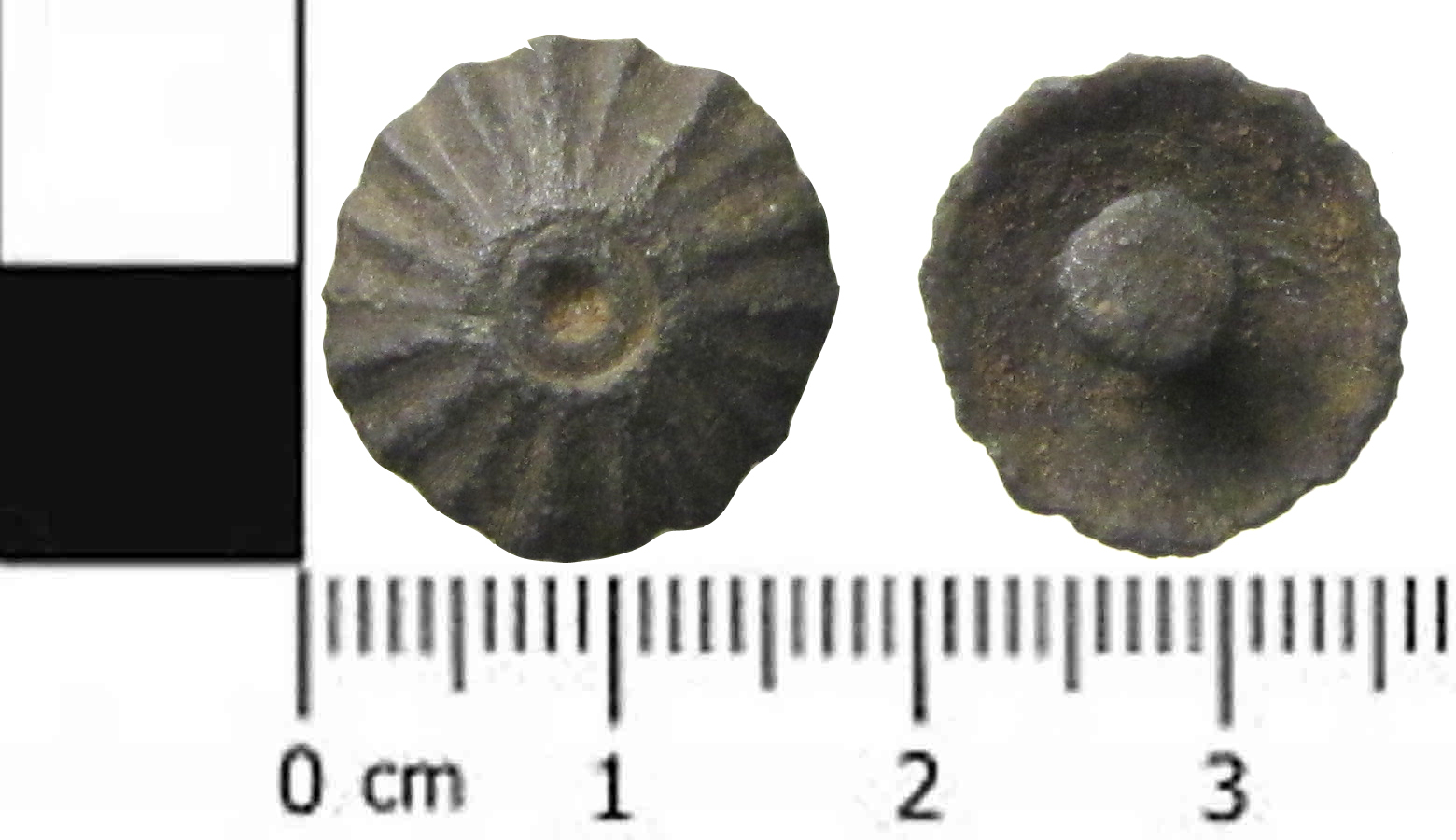
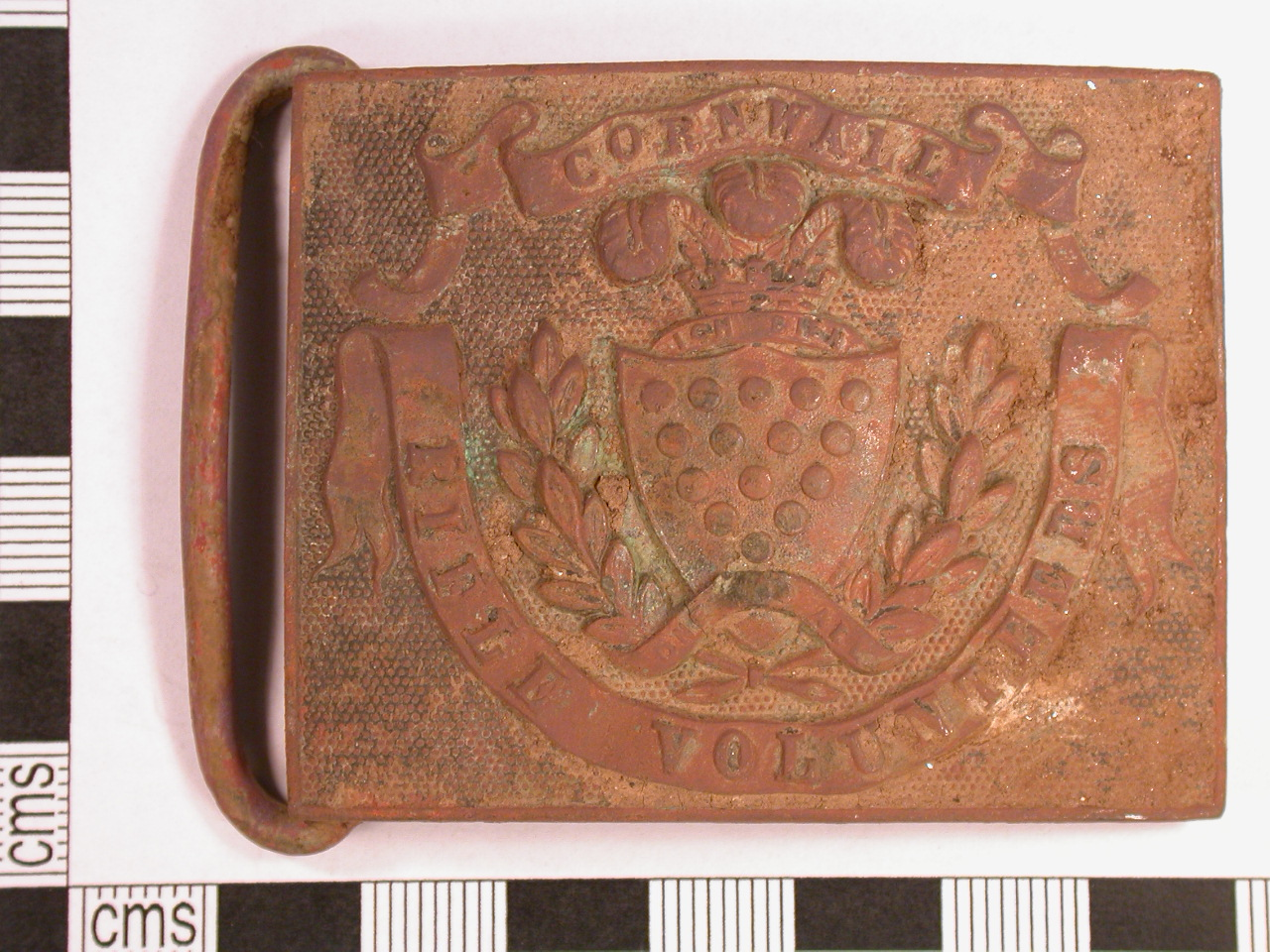